# Emergenza nucleare
Emergenza nucleare (Disaster at Silo 7) è un film fantascientifico per la televisione del 1988 diretto da Larry Elkann. Il film è basato sui fatti accaduti nel 1980, avvenuti nel Midwest.